# زي شل
زي شل، (بالإنجليزية: Z shell) هو شل يونكس يمكن استخدامه في تسجيل الدخول التفاعلي للدخول في شل وكمترجم أوامر قوي من أجل سكريبت شل. ويمكن اعتباره كموسع، مع العديد من التحسينات، لبعض الخواص الإضافية مثل: باش، ksh، وtcsh.

## الأصل
تمت كتابة النسخة الأولى من (zsh) من قبل (باول فالستد)، في عام 1990، عندما كان طالبا في جامعة برنستون.

### أصل الكلمة
اسم zsh مستمد من الأستاذ في جامعة ييل «شاو تشونغ»، ثم مساعد التدريس في جامعة برينستون. أعتقد «باول فالستد»، أن اسم «شاو» جيد لتسجيل الدخول، لشل.

## خصائص
تتضمن الخصائص ما يلي:
- برمجة إتمام سطر الأوامر، التي يمكن أن تساعد المستخدم، لكتابة كلا من الخيارات والحجج لمعظم الأوامر المستخدمة، مع دعم لأوامر عدة لخارج الصندوق.
- مشاركة التاريخ للأمر، بين جميع الشل التي تعمل.
- الملف الموسع، يسمح بمواصفات دون الحاجة إلى تشغيل برنامج خارجي مثل البحث.
- تحسين معالجة المتغيرات/المصفوفات.
- تحرير سطر الأوامر المتعددة، في مخزن مؤقت واحد.
- التصحيح الإملائي، لأسماء الأوامر (والوسيطات الاختيارية، التي يفترض أنها أسماء ملفات).
- وسائط توافق متنوعة، على سبيل المثال zsh يمكن أن ندعي أن الشل بورن عندما تشغيل كـ /bin/sh
- أوضاع التوافق المختلفة، بما في ذلك القدرة على وضع المعلومات الفورية على الجانب الأيمن من الشاشة وإخفائها تلقائياً عند كتابة أوامر طويلة.
- وحدات متحركة (ديناميكيا)، تقدم من بين أمور أخرى مثل: تي سي بي كامل والضوابط يونكس مقبس المجال، عميل بروتوكول نقل الملفات، وظائف رياضية موسعة
- تخصيص كامل.. مما يدل على الحجم الكبير لشل.

## وصلات خارجية
- زي شل على موقع Open Hub (الإنجليزية)
- زي شل على موقع Free Software Directory (الإنجليزية)
- زي شل على موقع SourceForge (الإنجليزية)

### رسمي
- الموقع الرئيسي
- صفحة مشروع سورس
- أرشيف القائمة البريدية
- ويكي ZSH

### مقالات
- Zzappers أفضل النصائح لـ ZSH
- TuxRadar: صناعة زي شل سهل نسخة محفوظة 12 مايو 2017 على موقع واي باك مشين.

### صفحات المعجبين
- صفحة مدير ZSH
- Christian's ZSH page
- محبو ZSH

### أخرى
- zsh في مشروع الدليل المفتوح